# Buddhadasa

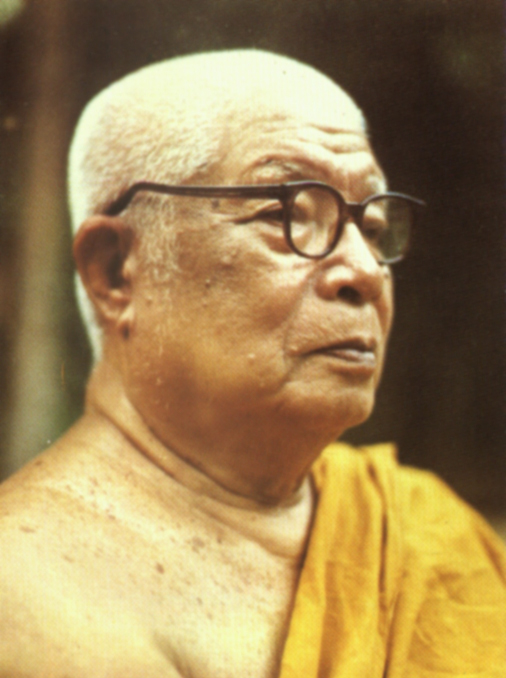
Buddhadasa Bhikkhu

Buddhadasa Bhikkhu (Thai: พุทธทาสภิกขุ, RTGS: Phutthathat Phikkhu, Aussprache: [pʰúttʰətʰâːt pʰíkkʰùʔ] Geburtsname: Ngueam Phanit (เงื่อม พานิช); * 27. Mai 1906 in Phumriang (พุมเรียง), Amphoe Chaiya, Südthailand; † 25. Mai 1993 in Chaiya) war einer der einflussreichsten buddhistischen Theravada-Mönche des 20. Jahrhunderts. 

## Frühe Jahre
Buddhadasas ursprünglicher Name war Nguam Panid, er wurde am 27. Mai 1906 als ältester von drei Kindern in eine kleine Kaufmanns-Familie in Phumriang, einer kleinen Küstenstadt in der südthailändischen Provinz Surat Thani, geboren. Sein Vater hieß Sieng Panid, er war chinesischer Abstammung. Seine thailändische Mutter hieß Kluan Panid, beide betrieben einen kleinen Krämerladen, in dem Nguam seine Kindheit verbrachte. Seine Mutter war eine tiefgläubige Buddhistin, sie lehrte ihn Verantwortung und die Kunst der Sparsamkeit. Sie wurde später einer der Hauptsponsoren des Wat Suan Mokkh. In ihrer Jugend veranstalteten Nguam und seine Brüder in der Nachbarschaft Diskussionen über buddhistische Themen. 
Im Jahre 1926 wurde er traditionsgemäß und auf Wunsch seiner Mutter im Wat Mai in Phumriang zum Mönch ordiniert. Er bekam den Namen „Inthapanyo“ (der Weise). Bereits nach drei Tagen begann er, sich von den althergebrachten Konventionen zu lösen: anstatt den Laien aus den alten Schriften vorzulesen, versuchte der junge Mönch das Dhamma mit alltäglichen Ereignissen zu verbinden. Seine Art zu predigen wurden bald im ganzen Land bekannt, so dass die Predigt-Halle bald nicht mehr die vielen Leute aufnehmen konnte, die kamen, um ihm zuzuhören. 
Innerhalb von zwei Jahren bestand er die Prüfungen für die beiden Grundstufen des Dhamma-Studiums (Thai: Nak Tham Tri und Nak Tham Tho). Auf Anraten seines Onkels Siang aus Chumphon zog er nach Bangkok, da er nur dort das Studium der Schriften vertiefen konnte. Inthapanyo hielt Bangkok zunächst für das „Land der Erwachten“, das Zentrum der Schriften und Gurus. Aber er wurde sehr schnell desillusioniert durch den Lärm und Dreck der Stadt, die überfüllten Tempel und die desinteressierten Mönche. Schon nach zwei Monaten war er so frustriert, dass er beinahe aus dem Mönchsorden ausgetreten wäre. Er kehrte in sein Heimatdorf zurück, wo er sich alleine das Wissen für die letzte Grund-Stufe des Studiums der alten Schriften aus Büchern beibrachte. Nach einem Jahr konnte sein Onkel ihn erneut überreden, in Bangkok das Studium der Pali-Sprache aufzunehmen. Diesmal war Inthapanyo gelassener, er konnte sich in eine ruhige Ecke zurückziehen und bekam dort Privatunterricht. Bald absolvierte er die Prüfung für die dritte Grundstufe und wurde so ein „Phra Maha Parien“ (etwa: Pali-Gelehrter), wie er es sich gewünscht hatte.
Nach einem weiteren Jahr des Aufbau-Studiums, das er aber nur halbherzig betrieb, fiel er durch die Prüfung, was ihn endgültig davon überzeugte, der Großstadt den Rücken zuzuwenden und nach Phumriang zurückzukehren. 

## Gründung von Wat Suan Mokkh

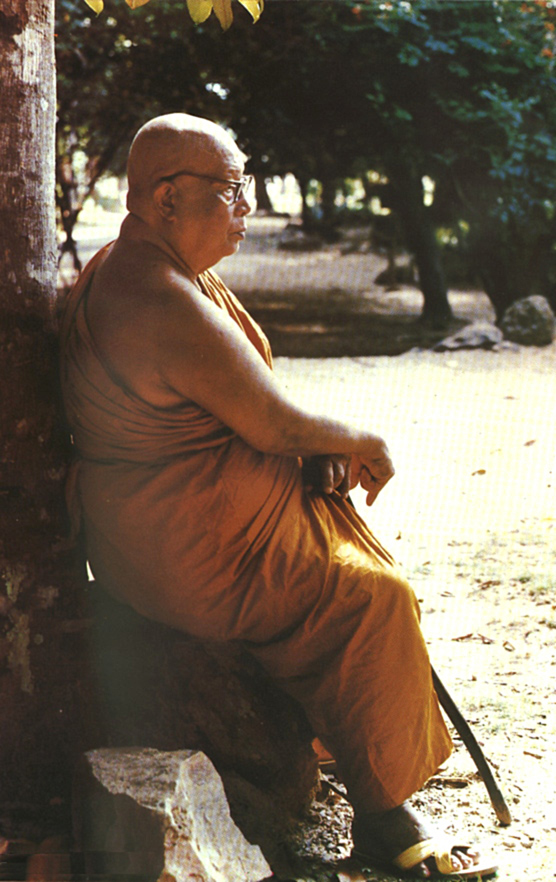
Buddhadasa Bhikkhu

Zu Zeiten des Gautama Buddha empfahl dieser seinen Schülern, in den Wald zu gehen und sich unter einen Baum zu setzen, um die letzte Wahrheit zu suchen. Genau dies wollte Inthapanyo tun. Mit Hilfe seines Bruders und einiger befreundeter Mönche fand er einen seit 80 Jahren verlassenen Tempel im Dschungel, der Wat Trapangjik genannt wurde.
Hier ließ er sich eine kleine Hütte bauen und zog im Mai 1932 dort ein. Er nannte diesen Tempel „Suan Mokkhabalarama“ (kurz: Suan Mokkh), was so viel wie „Garten der Befreiung“ bedeutet. Im gleichen Jahr, nur einen Monat später stürzten Militärs in einem gewaltlosen Putsch den König von Thailand und errichteten eine konstitutionelle Monarchie, was Buddhadasa selbst als gutes Omen für seine Neugründung ansah. 
In den ersten zwei Jahren im Suan Mokkh hatte sich Inthapanyo einem Leben in völliger Abgeschiedenheit ergeben. Bis zu der Konsequenz, dass sein Bruder seine tägliche Mahlzeit am Waldrand an einen Baum zu hängen hatte, damit der Einsiedler keinem Menschen begegnen musste. Er verbrachte seine Zeit mit Meditation und dem Studium des Tipitaka, immer bestrebt, den Weg der Theravada-Waldmönche einzuhalten. Anhand der Tipitaka und eigenen praktischen Erfahrungen stellte er für die ernsthafte Meditation eine Schritt-für-Schritt-Anleitung zusammen, die er ins Thailändische übersetzte und „Folge den Fußspuren der Arahats“ nannte. Er veröffentlichte sie in dem Journal „Buddhasasana“ (Thai: Buddhismus), welches sein Bruder Dhammadasa herausgab, unter seinem neuen Namen „Buddhadasa“ (Diener des Buddha). Diesen Namen gab er sich in einem feierlichen Gelübde im August 1932: „Ich übergebe dieses Leben und diesen Körper dem Buddha. Ich bin ein Diener des Buddha, und der Buddha ist mein Gebieter. Daher werde ich fortan den Namen Buddhadasa tragen.“
In seinen späteren Jahren kamen viele ausländische Studenten in seinen Tempel, um seine Predigten zu hören und an zehntägigen Retreats teilzunehmen. Er hielt auch viele Gespräche mit Gelehrten der christlichen Kirche und auch anderer Religionen, in denen er immer betonte, dass in den Grundaussagen eigentlich alle Religionen gleich seien. Kurz vor seinem Tod im Jahre 1993 richtete er das International Dhamma Hermitage Center in der Nähe seines Tempels ein, um Nicht-Thai-Studenten eine Möglichkeit zu geben, die Lehren Buddhas und die Vipassana-Meditation zu studieren.
Buddhadasa starb am 25. Mai 1993 nach einer Serie von Herzanfällen und Herzschlägen bei der Vorbereitung einer Rede, die er zwei Tage später zu seinem Geburtstag halten wollte. Nachdem die Ärzte des Siriraj-Krankenhauses in Bangkok unter Protest seiner Freunde und Mitmönche wochenlang vergeblich versuchten, seine Gesundheit wiederherzustellen, stellten sie seinen Tod am 8. Juli 1993 fest.

## Bibliographie
Buddhadasa hat so viel geschrieben, dass damit fast ein ganzer Raum in der National-Bibliothek von Thailand gefüllt werden konnte. Zu seinen bekanntesten Büchern, die ins Deutsche übersetzt worden sind, gehören:
- Anapanasati – Die sanfte Heilung der spirituellen Krankheit, Verlag BGM, ISBN 3-8311-3271-2
- Das Kernholz des Bodhibaums, Verlag BGM, ISBN 3-8311-0028-4
- Buddha-Dhamma für kluge Leute, Kristkeitz Verlag, ISBN 978-3-932337-32-1